# Władimir Rykowski
Władimir Fiodorowicz Rykowski, ros. Владимир Федорович Рыковский (ur. ?, zm. w 1958 r. w Buenos Aires) – dowódca sotni w 1 Siniegorskim Pułku Atamańskim, a następnie 2 Dońskiego Pułku Pieszego w Kozackim Stanie podczas II wojny światowej, emigracyjny działacz kozacki.
W okresie międzywojennym mieszkał w stanicy Ust'-Bieło-Kalitwienskiej w obwodzie dońskim. Po jej zajęciu przez wojska niemieckie pod koniec sierpnia 1942 r., podjął kolaborację z okupantem. Wkrótce w stopniu starsziny wojskowego objął dowództwo sotni w nowo formowanym 1 Siniegorskim Pułku Atamańskim. Brał udział w walkach z Armią Czerwoną pod Stalingradem, nad Północnym Donem, a następnie nad rzeką Mius. Po utworzeniu Kozackiego Stanu W. F. Rykowski w stopniu pułkownika został dowódcą 2 Dońskiego Pułku Pieszego, na czele którego trafił do północnych Włoch. Wraz z resztą Kozackiego Stanu poddał się Brytyjczykom, ale uniknął wydania Sowietom, gdyż przebywał w szpitalu. Udało mu się potem „wmieszać” w zwykłych żołnierzy kozackim, a następnie zbiec w pobliskie góry. Przedostał się do obozu, w którym przetrzymywano wojskowych Rosyjskiego Korpusu Ochronnego. Po zakończeniu wojny wyemigrował do Argentyny, gdzie został atamanem stanicy im. generała P. N. Krasnowa w Buenos Aires. Działał w miejscowych organizacjach kozackich.